# Colledara
Colledara ist eine italienische Gemeinde (comune) mit 2077 Einwohnern (Stand 31. Dezember 2023) in der Provinz Teramo in den Abruzzen. Die Gemeinde liegt etwa 13 Kilometer südsüdwestlich von Teramo und gehört zur Comunità montana Gran Sasso. Der Fluss Mavone bildet die östliche Gemeindegrenze.

## Verkehr
Durch die Gemeinde führt die Autostrada A24 von Rom nach Teramo. Im Gemeindegebiet gibt es einen Anschluss an die Strada Statale 491 di Isola del Gran Sasso von Montorio al Vomano.